# Marinho (tribuno)
Marinho (em latim: Marinus) foi um oficial romano do século IV, ativo durante o reinado do imperador Constâncio II (r. 337–361). Aparece em 355, quando foi acusado com Africano de estar a conspirar em Sírmio. Foi preso, mas cometeu suicídio em Aquileia antes de seu julgamento. Na ocasião é descrito como tribuno titular. Ele também foi citado na epístola Contra Atanásio (273D) de Juliano.